# Luquembo
Luquembo – miasto w Angoli, w prowincji Malanje.